# Maruxa Orxales
Dulce María Orjales Valcárcel, más conocida como Maruxa Orxales o Maruxa Orjales (Ferrol - Madrid, 13 de enero de 2010) fue una poetisa española.

## Obras
- Te he perdido, para ti mis palabras (Autoeditado, 1971) (ISBN 84-400-0081-2)
- Viviendo en amor (Autoeditado, 1974) (ISBN 84-400-0849-X)
- Caminos (El Arte, Instituto del Libro, 1975)
- Elesmiel (Torremozas, 1989) (ISBN 84-7839-015-4)
- ¿Se apagará esta luz...? (Torremozas, 1992) (ISBN 84-7839-088-X)
- Vientos de amor (Primera Persona, 2004) (ISBN 84-95923-81-5)